# گونه‌های کلیدی

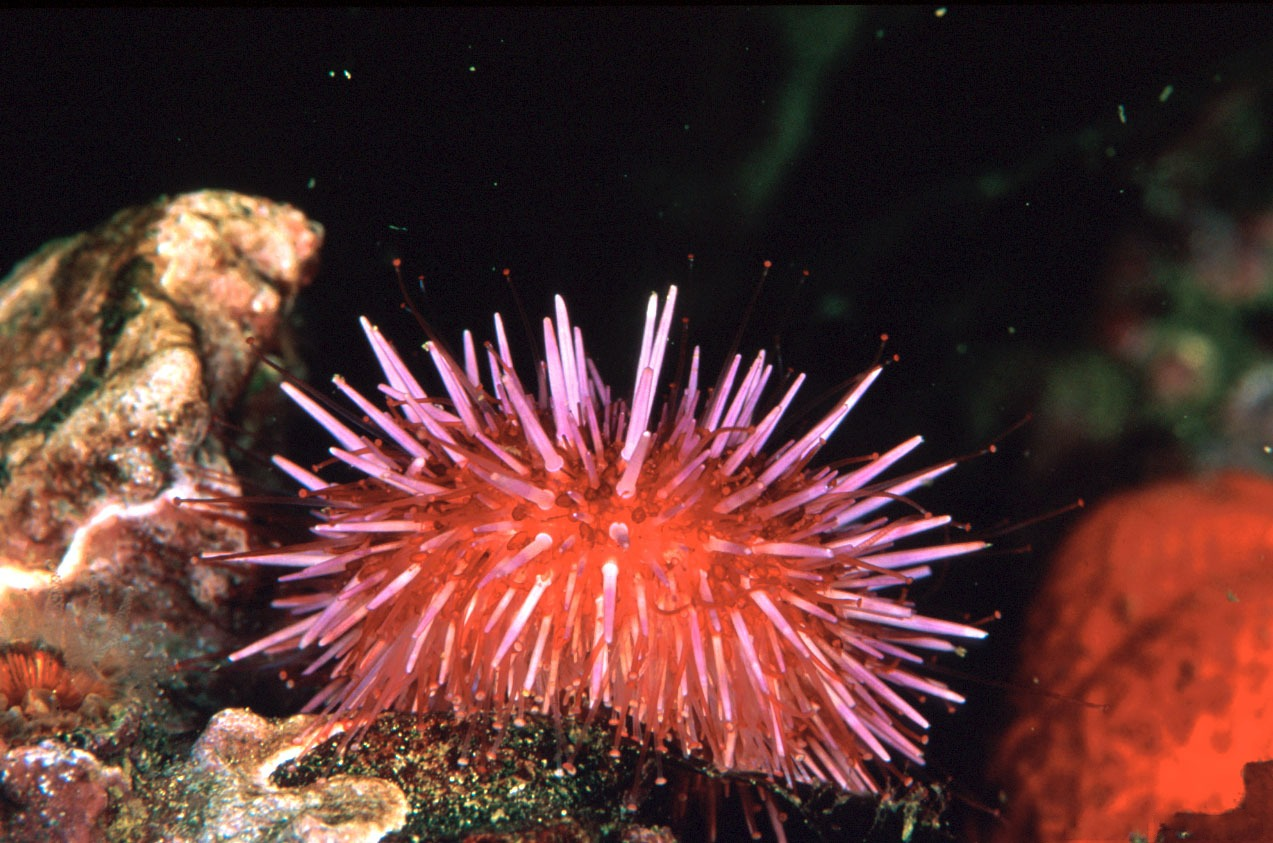
توتیای دریایی

سمور دریایی مادر و نوزاد

گونه‌های کلیدی گونه‌هایی هستند که کاهش یا نابودی آنها بی‌تردید و به میزان نسبتاً بسیاری بر محیط‌زیست و نیز جمعیت‌های اکوسیستم تأثیر خواهد گذارد. گونه‌های کلیدی بر دیگر ارگانیسم‌های یک اکوسیستم تاثیرگذارند. یک گونهٔ کلیدی، گیاه یا جانوری است که نقشی منحصربه‌فرد و حیاتی در کارکردهای اکوسیستم دارد. بدون وجود چنین گونه‌هایی، اکوسیستم تغییر چشمگیری خواهد کرد یا دیگر اجزای اکوسیستم نخواهند توانست در کنار یکدیگر وجود داشته باشند.
نقش این‌گونه‌ها برای اکوسیستم، همانند نقش سنگ تاج در قوس (معماری) است. حتی اگر آن گونهٔ کلیدی جزء کوچکی از اکوسیستم به لحاظ زیست‌توده و باروری باشد. گونه‌های کلیدی در زیست‌شناسی بقا از اهمیت بسیاری برخوردار است.
از نمونه‌های این گونه‌های کلیدی می‌توان از جگوار، فیل، سگ‌آبی، جغد سوراخ‌نشین، سگ دشتی، شیر (گربه‌سان)، گرگ، و برخی دیگر را نام برد. گونه‌های کلیدی مهندسین اکوسیستم می‌باشند مانند سمور دریایی و توتیای دریایی.